# Martha Moore
Martha Ofelia Moore Camacho (Spring, Texas, Estados Unidos, 14 de abril de 1981) es una exfutbolista mexicana nacida en Estados Unidos que jugaba de defensa.  

## Participaciones en Copas del Mundo
| Mundial                                 | Sede           | Resultado    | Partidos | Goles |
| --------------------------------------- | -------------- | ------------ | -------- | ----- |
| Copa Mundial Femenina de Fútbol de 1999 | Estados Unidos | Primera Fase | 2        | 0     |

## Participaciones en Copa de Oro
| Copa                | Sede           | Resultado    | Partidos | Goles |
| ------------------- | -------------- | ------------ | -------- | ----- |
| Copa de Oro de 2002 | Estados Unidos | Tercer lugar | 2        | 0     |